# Мухтаров, Хикмет Мамедкули оглы
Хикмет Мамедкули оглы Мухтаров (азерб. Hikmət Məmmədqulu oğlu Muxtarov; 3 ноября 1956 — 7 апреля 2006) — азербайджанский криминальный авторитет, вор в законе по прозвищу «Хикмет Сабирабадский» или «лоту Хикмет». В своё время являлся одним из влиятельнейших криминальных деятелей.

## Биография
Хикмет Мухтаров родился 3 ноября 1956 года в селе Курканди Сабирабадского района Азербайджана. Поступил в Институт народного хозяйства. В 1974 году, на первом курсе, он решил посидеть с друзьями в кафе. Существует несколько версий того, что случилось в кафе, но Мухтаров получил свой первый срок —  3 года в тюрьме Халадж. В 1981 году он заступил за своего земляка, но суд приговорил его к 7 годам лишения свободы и он был этапирован в Ростов. Хикмет Мухтаров был причастен к бунту заключённых, поднятого в знак протеста против отказа администрации поместить в санчасть одного из больных. За это срок его заключения был продлён
Его короновал в 1990 году легендарный, всесоюзный вор в законе Бахтияр Керимов («лоту Бахтияр»).
Мухтаров контролировал торговые центры в районах Выхино и Железнодорожный, часть доходов (25 %) с Черкесовского рынка и с вещевого рынка на Ленинградском проспекте. Он владел автосалоном иномарок и автомобилей отечественного производства в Балашихе, центральным оптовым рынком сигарет и спиртных напитков в Одессе, а также московскими ресторанами и кафе. Мухтаров порой делал то, с чем не справлялась РФ. Он разрешал земляческие споры и коммерческие конфликты, устраивал на работу людей и.т.п. На похоронах Мухтарова его дядя отмечал, что «он пользовался уважением не только в Азербайджане и России, но и в Чехии, Польше и Франции». Один из авторитетов тогда добавил, что «к словам Хикмета прислушивались даже на Сицилии». Согласно «Реальный Азербайджан» Хикмет Мухтаров в своё время был арестован даже по личному приказу тогдашнего президента Азербайджана Гейдара Алиева.
Хикмет Мухтаров был убит 7 апреля 2006 года на Ленинградском проспекте в Москве. Убийцы открыли по нему огонь из автомата и пистолетов, когда он, выйдя из офиса, садился в припаркованный возле дома Mercedes-500. 11 апреля самолёт с телом покойного прибыл в Азербайджан. Из Баку его доставили в родное село Кюркенди, где он и был похоронен. В церемонии прощания участвовали 1,5 — 2 тыс. человек.
У него остался сын Хикмет и дочь. По рассказу друзей Хикмет Мухтаров часто повторял: «У каждого своя жизнь. Мне выпала такая вот судьба. Я знаю, что этот путь бесперспективен, но у меня нет обратного пути».

### Видеоматериалы
- Хикмет Сабирабадский
- Похороны Хикмета Сабирабадского
- Могила Хикмета Сабирабадского